# Meton digglesi
Meton digglesi là một loài bọ cánh cứng trong họ Cerambycidae.